# Aninoasa (Hunedoara)
Aninoasa è una città della Romania di 4 840 abitanti, ubicata nel distretto di Hunedoara, nella regione storica della Transilvania.
Fa parte dell'area amministrativa anche la località di Iscroni.

## Storia
La città viene citata per la prima volta in un documento del 1442 con il nome di Barbatenii de Jos, mentre il primo documento che riporta il nome Aninoasa è del 1733.
Lo sviluppo della città è strettamente legato allo sfruttamento dei giacimenti di carbone di cui è ricca la zona, che ebbe inizio per il territorio del comune attorno al 1890.
Aninoasa divenne un'unità amministrativa indipendente nel 1913 e nel 1968 ne entrò a far parte anche Iscroni, fino ad allora comune autonomo; lo status di città venne acquisito nel 1989.

## Cultura
È il paese natale del popolare cantante manele Nicolae Guță.